# Observatoire astronomique des Makes
L'observatoire astronomique des Makes est un observatoire astronomique français situé dans les Hauts de l'île de La Réunion, un département et région d'outre-mer dans l'océan Indien.

## Situation
Il est implanté à environ 970 mètres d'altitude sur le plateau de la plaine des Makes, qui relève de la commune de Saint-Louis.

## Histoire
Construit entre le 13 octobre 1990 et le 20 septembre 1991, il est inauguré en présence d'Hubert Reeves le lendemain de l'achèvement du chantier.

## Caractéristiques
L'observatoire est notamment équipé d'un télescope à action rapide pour les objets transitoires.